# フルミニマッジョーレ
フルミニマッジョーレ（イタリア語: Fluminimaggiore）は、イタリア共和国サルデーニャ州南サルデーニャ県にある、人口約2,900人の基礎自治体（コムーネ）。

## 地理

### 位置・広がり

#### 隣接コムーネ
隣接するコムーネは以下の通り。
- アルブス
- ブッジェッル
- ドムズノーヴァス
- ゴンノスファナーディガ
- イグレージアス